# مقاطعة شيلبي (تكساس)
مقاطعة شيلبي (بالإنجليزية: Shelby  County)‏ هي إحدى المقاطعات في ولاية تكساس، الولايات المتحدة الأمريكية.

## معرض صور

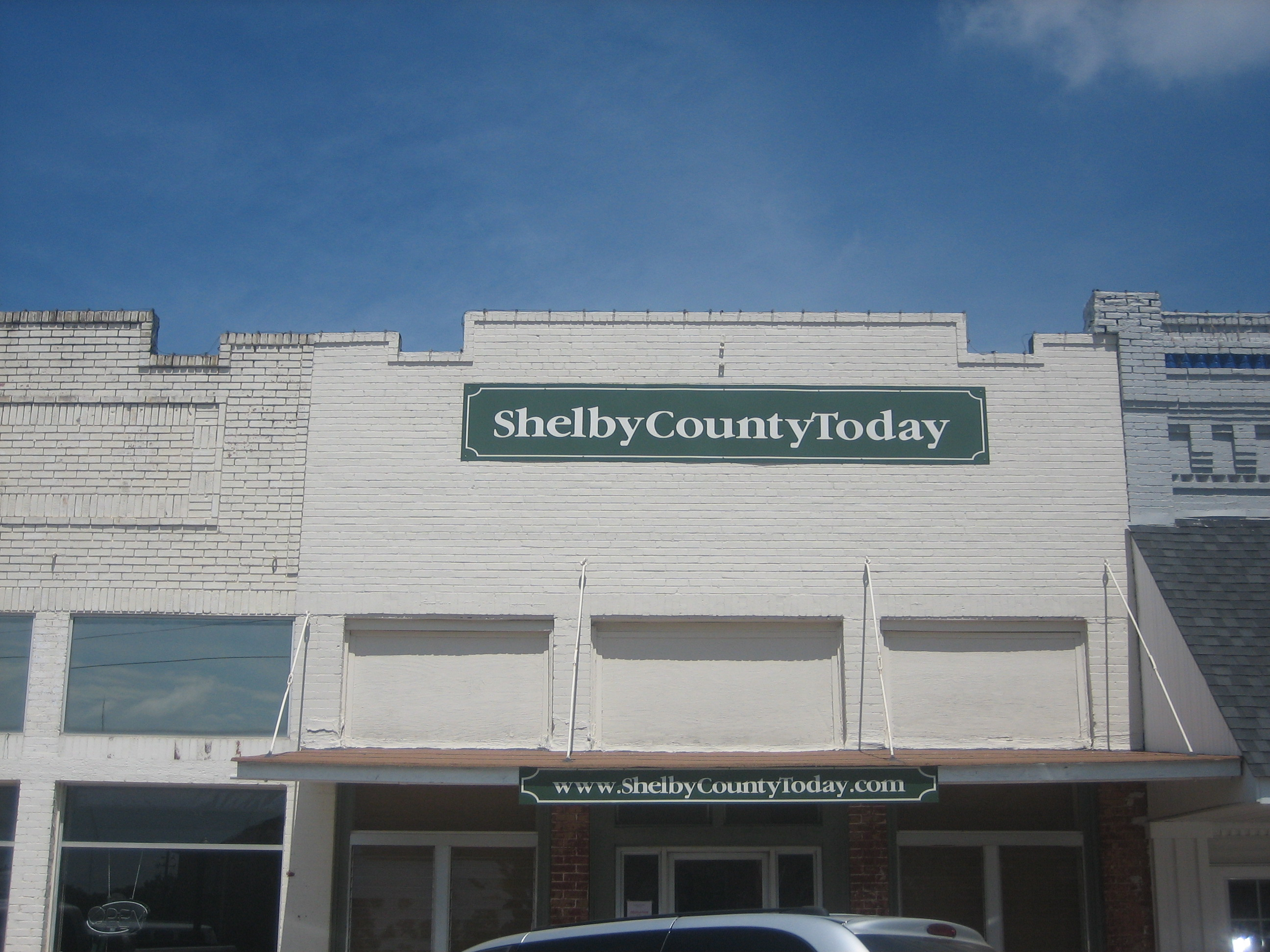
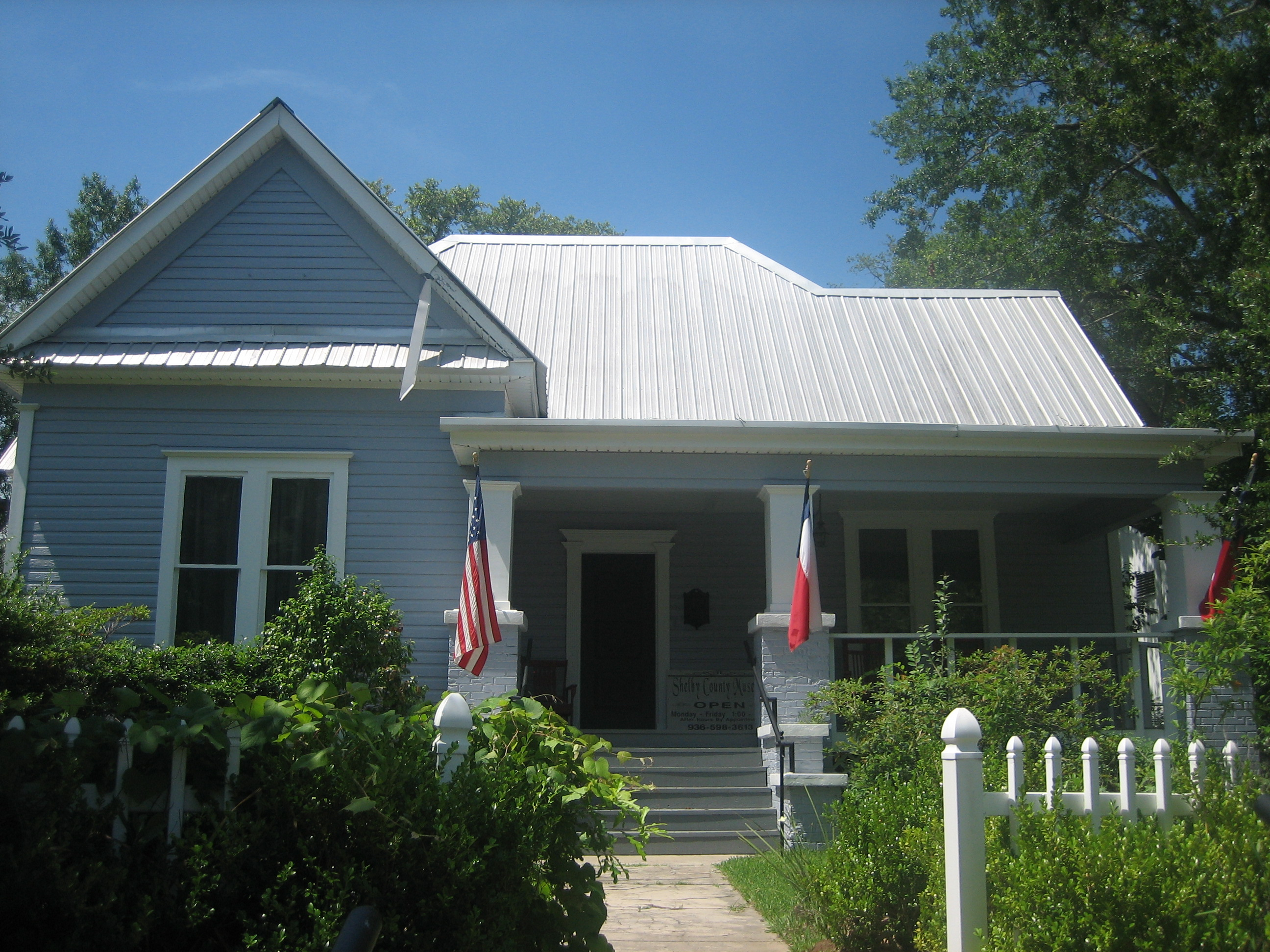
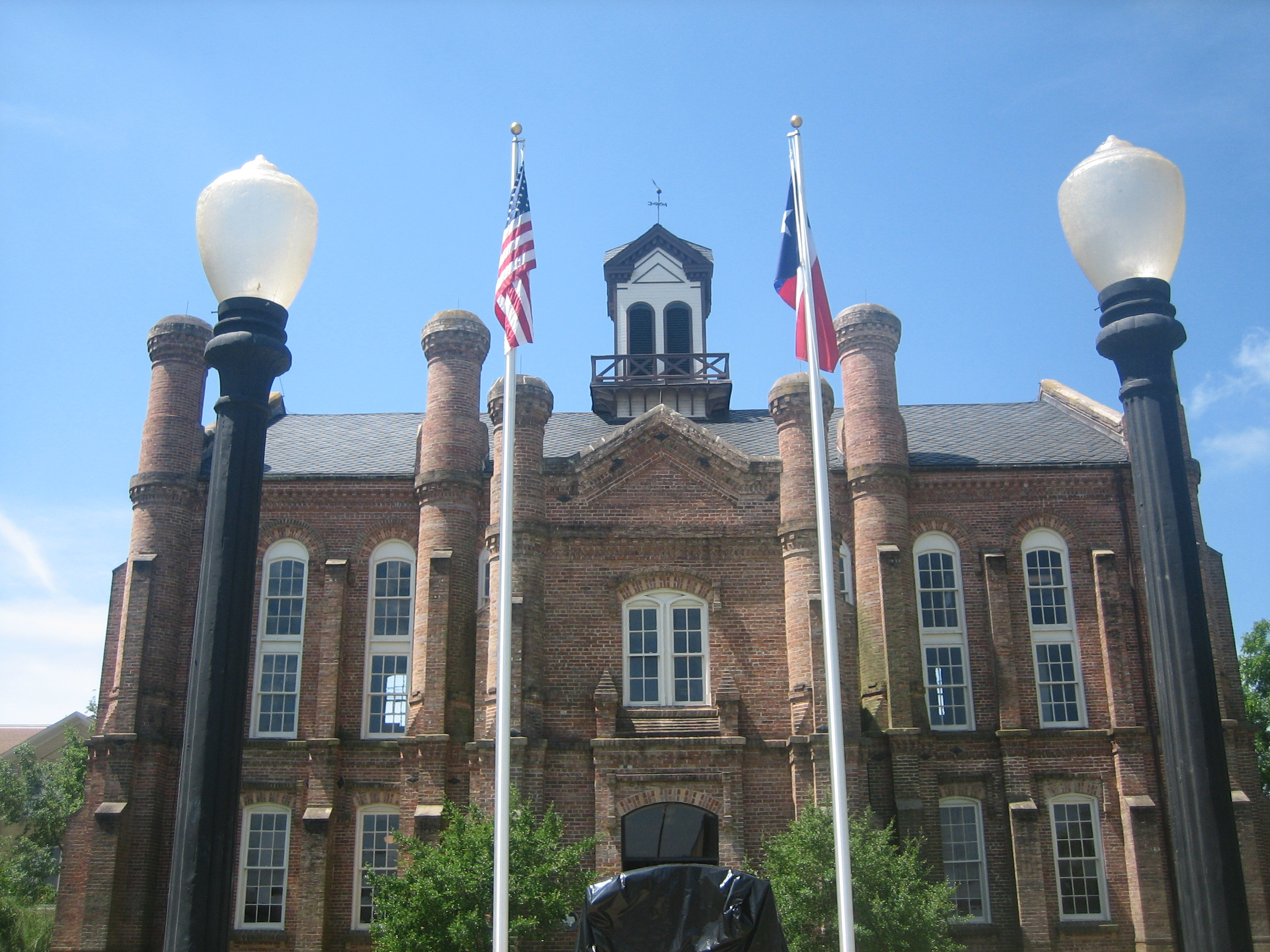
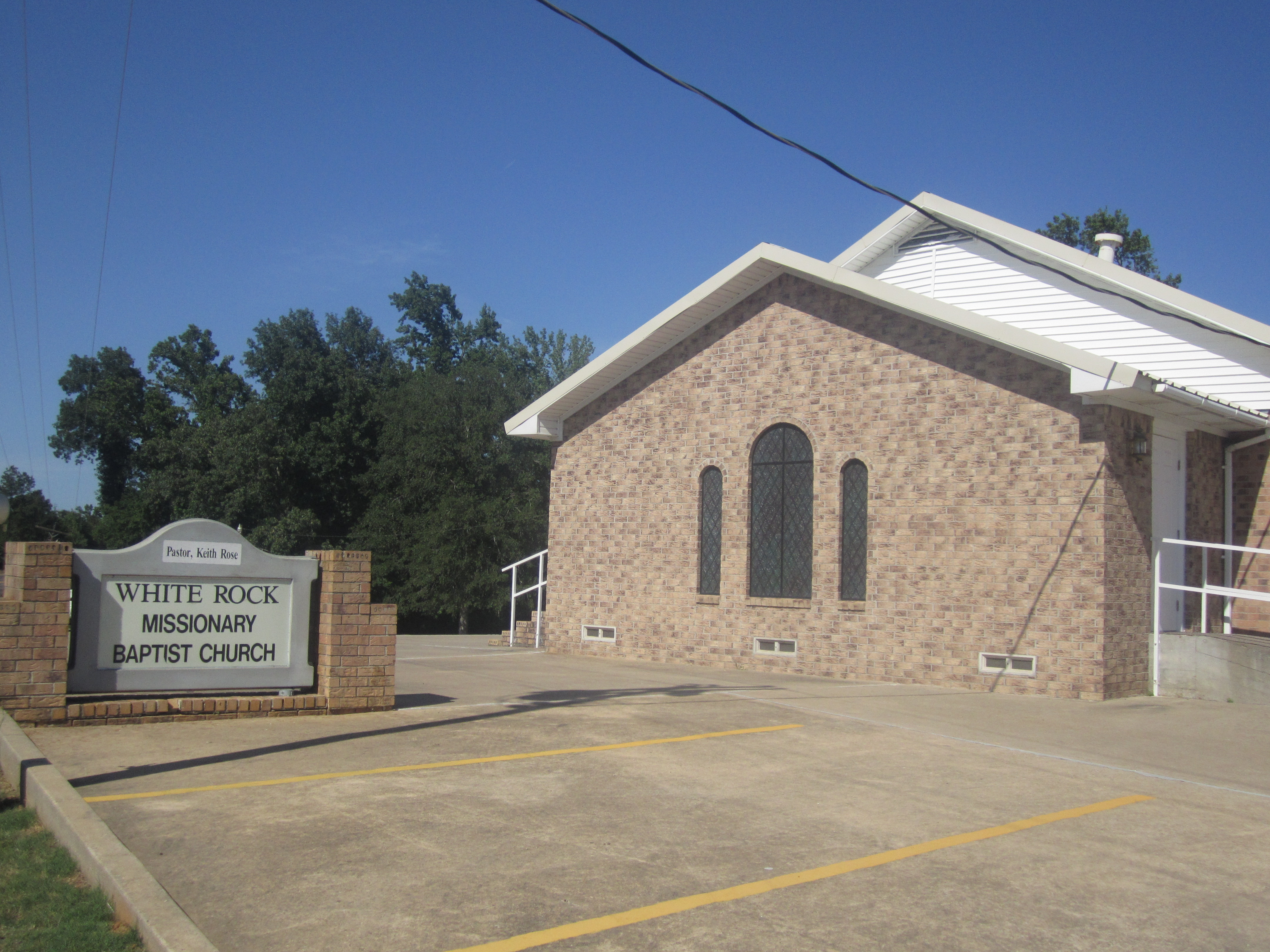

## أعلام
- دان دونكان
- جون هال ستيفنز